# IC 1542
IC 1542 је спирална галаксија у сазвјежђу Андромеда која се налази на листи објеката дубоког неба у Индекс каталогу.
Деклинација објекта је + 22° 35' 34" а ректасцензија 0h 20m 41,4s. Привидна величина (магнитуда) објекта IC 1542 износи 14,2 а фотографска магнитуда 15,0. IC 1542 је још познат и под ознакама MCG 4-2-1, CGCG 479-1, PGC 1328.